# 소성태후
소성황태후 마씨(昭聖皇太后 馬氏, 만력 6년(1578년)? ~ 강희 8년(1669년))는 추존황제 예종(禮宗) 주상영(朱常瀛)의 측실이자 영력제(永曆帝)의 생모이다. 천주교 세례명은 마리아(Maria, 瑪利亞)이다.
영력제 즉위 후 자령황태후(慈寧皇太后)라는 존호를 받았고, 이후 소성공의황태후(昭聖恭懿皇太后)로 개칭되었다. 몇년 후에는 소성인수황태후(昭聖仁壽皇太后)의 존호를 받았으며, 순치 11년/영력 9년(1655년)에는 존호를 다시 가상하여 소성자혜인수황태후(昭聖慈惠仁壽皇太后)가 되었다.
강희 원년/영력 16년(1662년)에 영력제 일가는 버마로 피신하려다 오삼계의 군대에게 잡히게 되었고, 영력제와 황태자를 포함한 대부분은 오삼계의 의하여 비참한 죽음을 맞게되었으며, 황후 왕씨와 황태후 마씨를 포함한 나머지는 청나라 수도인 북경(北京)으로 압송되었다. 강희제는 이들에게 명나라 황족의 예를 갖춰서 모시라고 명을 내려 평안하게 살다가, 강희 8년(1669년)에 서거하였다.

## 같이 보기
- 중국의 로마 가톨릭교회